# Arquidiocese de Moncton
A Arquidiocese de Moncton (Archidiœcesis Monctonensis) é uma circunscrição eclesiástica da Igreja Católica situada em Moncton, Nova Brunswick, Canadá. Seu atual arcebispo é Valéry Vienneau. Sua sé é a Catedral Nossa Senhora da Assunção.
Em 2016, possuía 49 paróquias servidas por 56 padres, contando com 220 mil habitantes, com 52,4% da população jurisdicionada batizada.

## História
A arquidiocese foi eregida em 22 de fevereiro de 1936 com a bula Ad animarum salutem do Papa Pio XI, recebendo o território da diocese de Chatham (atual diocese de Bathurst) e da diocese de Saint John.

## Prelados
Administração local:
| #          | Nome                           | Período    | Notas             |
| Arcebispos | Arcebispos                     | Arcebispos | Arcebispos        |
| ---------- | ------------------------------ | ---------- | ----------------- |
| 7º         | Guy Desrochers, C.Ss.R.        | 2023-      | Atual             |
| 6º         | Valéry Vienneau                | 2012-2023  | Arcebispo emérito |
| 5º         | André Richard, C.S.C.          | 2002-2012  | Arcebispo emérito |
| 4º         | Ernest Léger                   | 1996-2002  | Arcebispo emérito |
| 3º         | Donat Chiasson †               | 1972-1995  |                   |
| 2º         | Norbert Robichaud †            | 1942-1972  |                   |
| 1º         | Louis-Joseph-Arthur Melanson † | 1936-1941  |                   |